# Eva Ree
Eva Olga Ree Hinrichsen f. Ree Jensen (30. august 1920 i Esbjerg – 21. juni 2009) var en dansk journalist, redaktør og politiker.
Ree, der var datter af redaktør Knud Ree, blev efter studentereksamen uddanent journalist fra dagbladet Vestkysten. Senere blev hun ansat ved Berlingske Aftenavis og i 1945 til B.T.. Senere kom hun til DR som den første kvindelige journalist nogensinde. Hun blev programredaktør i aktualitets- og oplysningsafdelingen i 1961. I 1964 blev hun programredaktør og chef for P3. Fra 1974 til 1984 var hun programredaktør i nyheds- og aktualitetsafdelingen og redaktør for indvandrerstoffet. Hun forlod DR i 1994.
Eva Ree havde desuden en politisk karriere. Hun var folketingsmedlem fra 1966 til 1971, valgt for partiet Venstre. Hun markerede sig bl.a. som modstander af Danmarks NATO-medlemskab og var ivrig tilhænger af at nedsætte valgretsalderen til 18 år.